# Coppa Sudamericana 2003
La Coppa Sudamericana 2003 è stata la seconda edizione del torneo. La manifestazione è stata vinta dal Cienciano nella doppia finale contro il River Plate.

## Fase preliminare

### Argentina
| Squadra 1                    | Totale                       | Squadra 2                    | Andata                       | Ritorno                      |
| Preliminari in Argentina III | Preliminari in Argentina III | Preliminari in Argentina III | Preliminari in Argentina III | Preliminari in Argentina III |
| ---------------------------- | ---------------------------- | ---------------------------- | ---------------------------- | ---------------------------- |
| Colón                        | 7 - 2                        | Vélez Sársfield              | 3 - 1                        | 4 - 1                        |
| Preliminari in Argentina IV  |                              |                              |                              |                              |
| Independiente                | 2 - 1                        | Rosario Central              | 1 - 1                        | 1 -0                         |
| Preliminari in Argentina     |                              |                              |                              |                              |
| Independiente                | 1 - 8                        | River Plate                  | 1 - 4                        | 0 - 4                        |
| Colón                        | 2 - 3                        | Boca Juniors                 | 1 - 1                        | 1 - 2                        |

|  | la prima squadra di ogni gruppo si qualifica alle finali |

### Brasile

#### Preliminari in Brasile - Gruppo I
| Pos. | Squadra       | Pt | G | V | N | P | GF | GS | DR |
| ---- | ------------- | -- | - | - | - | - | -- | -- | -- |
| 1.   | Santos FC     | 4  | 2 | 1 | 1 | 0 | 4  | 1  | 3  |
| 2.   | Internacional | 4  | 2 | 1 | 1 | 0 | 4  | 2  | 2  |
| 3.   | Flamengo      | 0  | 2 | 0 | 0 | 2 | 1  | 6  | -5 |

| 13 agosto, 2003   |       |               |                |
| Santos FC         | 1 - 1 | Internacional | Santos         |
| 27 agosto, 2003   |       |               |                |
| Internacional     | 3 - 1 | Flamengo      | Porto Alegre   |
| 3 settembre, 2003 |       |               |                |
| Flamengo          | 0 - 3 | Santos FC     | Rio de Janeiro |

#### Preliminari in Brasile - Gruppo II
| Pos. | Squadra          | Pt | G  | V | N | P | GF | GS | DR |
| ---- | ---------------- | -- | -- | - | - | - | -- | -- | -- |
| 1.   | Fluminense       | 6  | 2  | 2 | 0 | 0 | 4  | 0  | 4  |
| 2.   | Atlético Mineiro | 3  | 2  | 1 | 0 | 1 | 2  | 2  | 0  |
| 3.   | Corinthians      | 0  | 2. | 0 | 0 | 2 | 0  | 4  | -4 |

| 30 luglio, 2003   |       |                  |                |
| Corinthians       | 2 - 0 | Atlético Mineiro | San Paolo      |
| 13 agosto, 2003   |       |                  |                |
| Fluminense        | 3 - 1 | Flamengo         | Rio de Janeiro |
| 3 settembre, 2003 |       |                  |                |
| Atlético Mineiro  | 0 - 3 | Fluminense       | Belo Horizonte |

#### Preliminari in Brasile - Gruppo III
| Pos | Team          | Pld | W | D | L | GF | GA | GD | Pts |
| --- | ------------- | --- | - | - | - | -- | -- | -- | --- |
| 1.  | São Paulo     | 6   | 2 | 2 | 0 | 0  | 6  | 1  | 5   |
| 2.  | Vasco da Gama | 1   | 2 | 0 | 1 | 1  | 2  | 3  | -1  |
| 3.  | Grêmio        | 1   | 2 | 0 | 1 | 1  | 1  | 5  | -4  |

| 30 luglio, 2003   |       |               |                |
| Grêmio            | 0 - 4 | São Paulo     | Porto Alegre   |
| 27 agosto, 2003   |       |               |                |
| Vasco da Gama     | 1 - 1 | Grêmio        | Rio de Janeiro |
| 3 settembre, 2003 |       |               |                |
| São Paulo         | 2 - 1 | Vasco da Gama | San Paolo      |

#### Preliminari in Brasile - Gruppo IV
| Pos. | Squadra     | Pt | G | V | N | P | GF | GS | DR |
| ---- | ----------- | -- | - | - | - | - | -- | -- | -- |
| 1.   | São Caetano | 4  | 2 | 1 | 1 | 0 | 4  | 1  | 3  |
| 2.   | Cruzeiro    | 4  | 2 | 1 | 1 | 0 | 2  | 1  | 1  |
| 3.   | Palmeiras   | 0  | 2 | 0 | 0 | 2 | 0  | 4  | -4 |

| 30 luglio, 2003 |       |             |                |
| São Caetano     | 3 - 0 | Palmeiras   | São Caetano    |
| 13 agosto, 2003 |       |             |                |
| Palmeiras       | 0 - 1 | Cruzeiro    | San Paolo      |
| 27 agosto, 2003 |       |             |                |
| Cruzeiro        | 1 - 1 | São Caetano | Belo Horizonte |

#### Finale preliminari in Brasile
| Squadra 1   | Totale | Squadra 2  | Andata | Ritorno |
| ----------- | ------ | ---------- | ------ | ------- |
| São Paulo   | 2 - 1  | Fluminense | 1 - 0  | 1 - 1   |
| São Caetano | 1 - 2  | Santos FC  | 0 - 1  | 1 - 1   |

### Altri incontri preliminari
| Squadra 1                                    | Totale                                       | Squadra 2                                    | Andata                                       | Ritorno                                      |
| Preliminari in Venezuela/Bolivia/San Lorenzo | Preliminari in Venezuela/Bolivia/San Lorenzo | Preliminari in Venezuela/Bolivia/San Lorenzo | Preliminari in Venezuela/Bolivia/San Lorenzo | Preliminari in Venezuela/Bolivia/San Lorenzo |
| -------------------------------------------- | -------------------------------------------- | -------------------------------------------- | -------------------------------------------- | -------------------------------------------- |
| Monagas SC                                   | 1 - 3                                        | Deportivo Italchacao                         | 1 - 2                                        | 0 - 1                                        |
| Deportivo Italchacao                         | 1 - 8                                        | San Lorenzo                                  | 1 - 2                                        | 0 - 6                                        |
| The Strongest                                | 3 - 3 (4 - 2 rig.)                           | Bolívar                                      | 2 - 2                                        | 1 - 1                                        |
| The Strongest                                | 3 - 2                                        | San Lorenzo                                  | 2 - 0                                        | 1 - 2                                        |
| Preliminari in Perù/Cile                     |                                              |                                              |                                              |                                              |
| Universidad Católica                         | 2 - 2 (5 - 3 rig.)                           | Provincial Osorno                            | 0 - 1                                        | 2 - 1                                        |
| Cienciano                                    | 2 - 0                                        | Alianza Lima                                 | 1 - 0                                        | 1 - 0                                        |
| Cienciano                                    | 5 - 3                                        | Universidad Católica                         | 4 - 0                                        | 1 - 3                                        |
| Preliminari in Colombia/Ecuador              |                                              |                                              |                                              |                                              |
| Atlético Nacional                            | 2 - 1                                        | Deportivo Pasto                              | 0 - 0                                        | 2 - 1                                        |
| La Liga                                      | 3 - 2                                        | Barcelona SC                                 | 2 - 0                                        | 1 - 2                                        |
| La Liga                                      | 1 - 2                                        | Atlético Nacional                            | 1 - 1                                        | 0 - 1                                        |
| Preliminari in Paraguay/Uruguay              |                                              |                                              |                                              |                                              |
| Guaraní                                      | 1 - 1 (2 - 4rig.)                            | Libertad                                     | 0 - 1                                        | 1 - 0                                        |
| Danubio                                      | 2 - 3                                        | Nacional                                     | 0 - 1                                        | 2 - 2                                        |
| Nacional                                     | 3 - 3 (2 - 3 rig.)                           | Libertad                                     | 3 - 0                                        | 0 - 3                                        |

## Quarti di finale
| Squadra 1     | Totale | Squadra 2         | Andata | Ritorno |
| ------------- | ------ | ----------------- | ------ | ------- |
| Santos        | 2 - 3  | Cienciano         | 1 - 1  | 1 - 2   |
| Boca Juniors  | 1 - 5  | Atlético Nacional | 0 - 1  | 1 - 4   |
| River Plate   | 2 - 1  | Libertad          | 2 - 0  | 0 - 1   |
| The Strongest | 2 - 7  | São Paulo         | 1 - 4  | 1 - 3   |

## Semifinali
| Squadra 1         | Totale           | Squadra 2 | Andata | Ritorno |
| ----------------- | ---------------- | --------- | ------ | ------- |
| Atlético Nacional | 1 - 3            | Cienciano | 1 - 2  | 0 - 1   |
| River Plate       | 3 - 3 (4-2 rig.) | São Paulo | 3 - 1  | 0 - 2   |

## Finale
| Squadra 1   | Totale | Squadra 2 | Andata | Ritorno |
| ----------- | ------ | --------- | ------ | ------- |
| River Plate | 3 - 4  | Cienciano | 3 - 3  | 0 - 1   |